# Jüdische Akademie
Die Jüdische Akademie ist eine im Bau befindliche jüdische Bildungseinrichtung in Frankfurt am Main. Bauherr ist der Zentralrat der Juden in Deutschland. Sie wird die erste jüdische Institution dieser Art von überregionaler Bedeutung seit der Schoa sein.

## Geschichte
Der Impuls zu der Einrichtung war die Weiterentwicklung der auf Initiative von Dieter Graumann 2012 gegründeten Bildungsabteilung des Zentralrats, die in der Akademie aufgehen wird. Der Zentralrat stellt sie in die Tradition des Anfang der 1920er Jahre von Franz Rosenzweig geleiteten, von den Nationalsozialisten aufgelösten Freien Jüdischen Lehrhauses.
Die ausgeschriebene zweistufige Mehrfachbeauftragung gewann im Herbst 2018 das Frankfurter Büro Turkali Architekten, geführt von Zvonko Turkali, das dann auch mit der Realisierungsplanung betraut wurde. Die Baugenehmigung wurde Ende Dezember 2019 erteilt. Im September 2020 wurde der Kaufvertrag über das Grundstück vom Zentralrat der Juden und der stadteigenen ABG Frankfurt Holding unterzeichnet. Der symbolische erste Spatenstich zum Bau erfolgte am 2. September 2021 unter Anwesenheit von Josef Schuster, Präsident des Zentralrats der Juden in Deutschland, des Staatssekretärs im Bundesinnenministerium Markus Kerber, des hessischen Ministerpräsidenten Volker Bouffier und des Frankfurter Oberbürgermeisters Peter Feldmann. Zu diesem Zeitpunkt sahen die Planungen vor, dass die Akademie im Jahr 2023 fertiggestellt sein sollte und 2024 ihren Betrieb aufnehmen könne. Nachfolgend kam es jedoch zu Verzögerungen, wodurch das Richtfest erst am 25. September 2024 gefeiert werden konnte. Die Eröffnung der Akademie ist nun für Ende 2025 vorgesehen.

## Konzept
Die künftige Akademieleitung wurde Professor Doron Kiesel, wissenschaftlicher Direktor der Bildungsabteilung des Zentralrats, und Sabena Donath, Co-Leiterin der Bildungsabteilung, übertragen, die das inhaltliche Konzept entwickelt haben. Die Akademie soll laut Zentralrat überregionale und breite Wirkung entfalten, dabei nicht nur Wissen vermitteln, sondern auch Ort für gesellschaftliche Diskussion und Denkfabrik sein: „Sie soll als intellektueller Mittel- und Anziehungspunkt sowohl für Jüdinnen und Juden aus Deutschland und Europa als auch für Mitglieder anderer Religionsgemeinschaften wirken, die an jüdischen, interkulturellen, interreligiösen oder universellen Fragestellungen interessiert sind. Die Jüdische Akademie wird öffentliche Diskurse aufgreifen, initiieren oder problematisieren und somit der jüdischen Stimme in Deutschland ein erkennbares Profil verleihen.“
Themenschwerpunkte sollen sein:
- Das Judentum – eine lebendige Religion in Geschichte und Gegenwart
- Jüdische Lebenswelten – Pluralisierung und Eigensinn
- Das Verhältnis zu Israel
- Aufklärung über die Schoa
- Erinnern und Gedenken in der deutschen Gesellschaft
- Gefährdete Demokratie: Antisemitismus und Populismus
- Ästhetik, Kunst, Film und Literatur
- Jüdische Philosophie und Ethik
- Interreligiöse (Streit-)Gespräche

Die Katholische Akademie Rabanus Maurus in Frankfurt hat in Hinblick auf Finanzen, Konzeption, Personal und Programm der Jüdischen Akademie wesentliche Beratungsleistungen erbracht.

## Lage

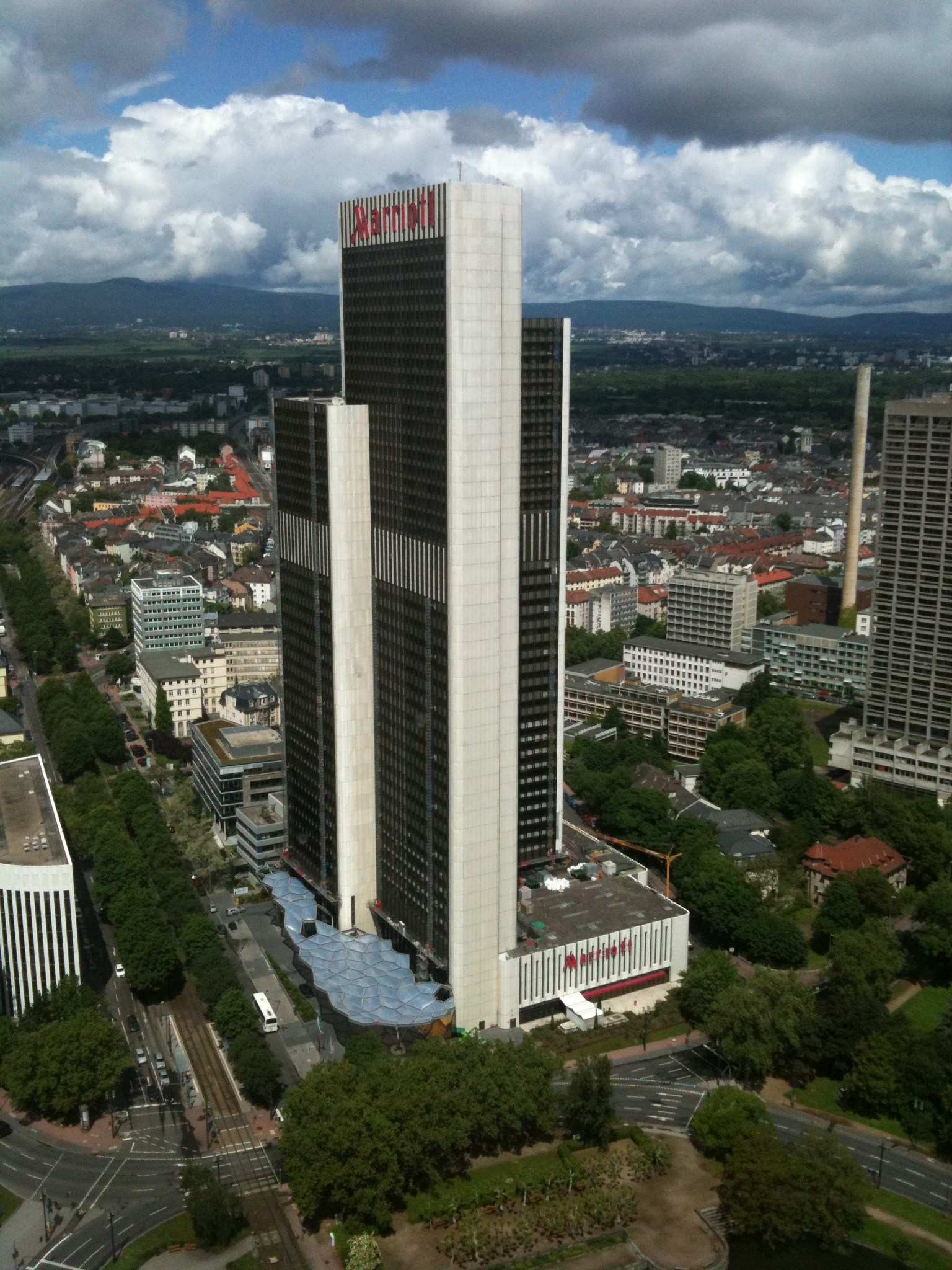
Luftbild des Areals der Jüdischen Akademie zwischen dem Westend Gate (Bildmitte) und dem AfE-Turm (rechts am Bildrand, angeschnitten); das Gebäude mit dem roten Dach ist die Senckenberganlage 9–11, links daneben das Tibethaus (Aufnahme aus dem Jahr 2010)

Die Akademie wird im Stadtteil Westend errichtet, an der Südspitze des auf dem bisherigen Campus Bockenheim entstehenden Kulturcampus. Das Areal liegt in einem Zwickel an der spitzwinkligen Einmündung der Georg-Voigt-Straße in die  Senckenberganlage. Im Westen direkt benachbart befindet sich ein weiteres Kulturinstitut, das „Tibethaus Deutschland“. Nördlich der Akademie steht das Hochhaus One Forty West. Südlich angrenzend, auf der gegenüberliegenden Seite der Georg-Voigt-Straße, befindet sich das Hotelhochhaus Westend Gate an der Hamburger Allee.

## Bauwerk

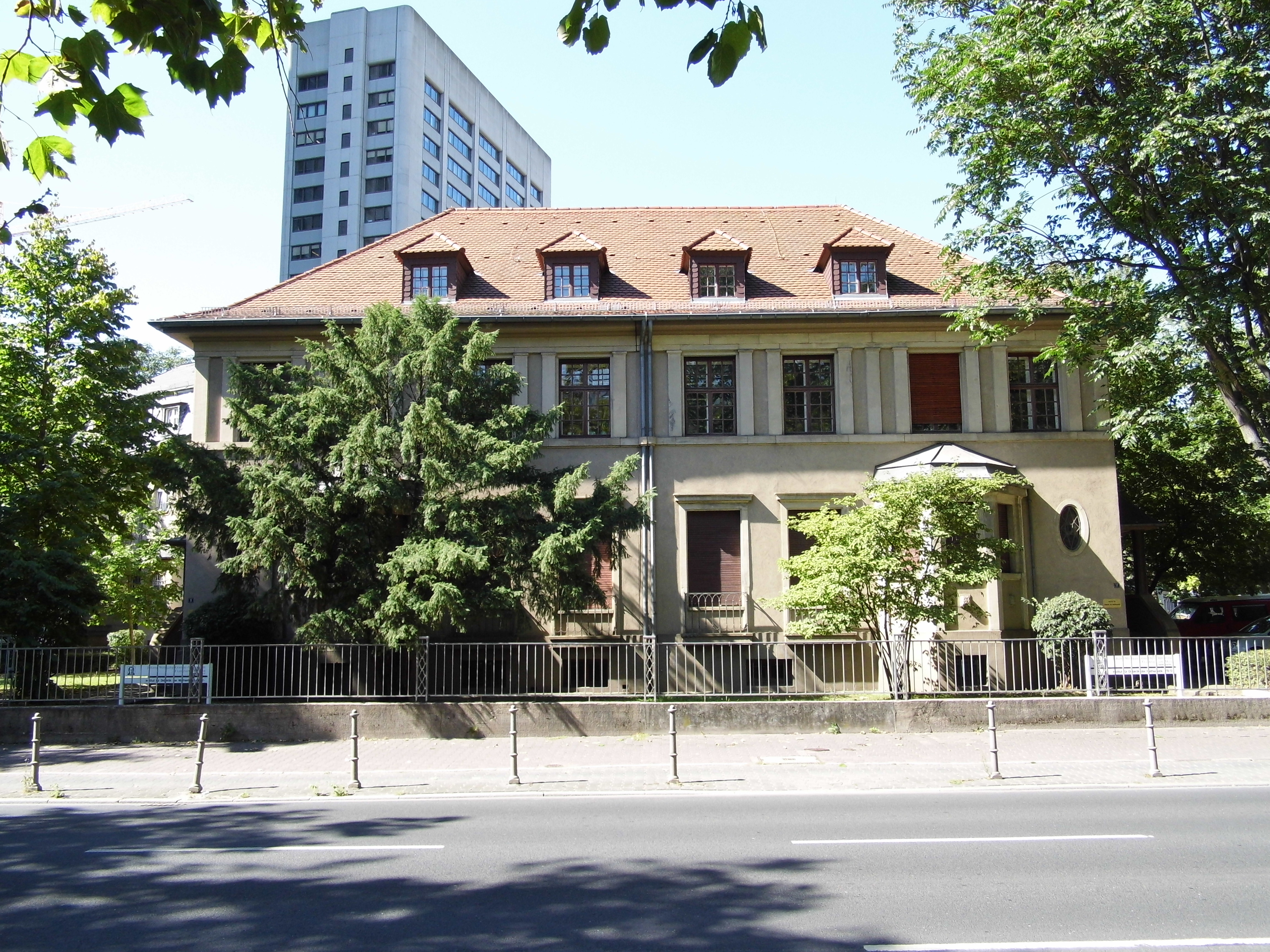
Die ehemalige Professorenvilla an der Senckenberganlage 9–11 (2012); der Neubau wird auf einer Freifläche links daneben angefügt. Im Hintergrund das Bürohochhaus Georg-Voigt-Straße 15, heute Wohnhochhaus „Blue Horizon“.

Vor Bekanntwerden der Bauabsicht des Zentralrats sollten auf dem Eckgrundstück Büros entstehen nach einem in Dimensionen und Fassadengestaltung an die vorhandenen Häuser angelehnten Entwurf des Frankfurter Büros Albert Speer & Partner.
Der Entwurf des Architekturbüros Turkali für die Jüdische Akademie hat dagegen deutlich größere Ausmaße und kontrastiert in der markanten modernen Gestaltung mit nüchternem Beton sowie breiten und hohen Fensterbändern stark zu den benachbarten, als Ensemble denkmalgeschützten ehemaligen Professorenhäusern aus der Gründungszeit der Goethe-Universität. Die Fassade des vierstöckigen Neubaus nimmt im Grundsatz den Verlauf der beiden angrenzenden Straßen in von Stockwerk zu Stockwerk variierender Form auf. Die in den oberen Geschossen teilweise auskragenden Fassaden münden am Treffpunkt der Straßen auf eine stark gekappte Gebäudespitze. Diese Schaufront wird in den mittleren Geschossen durch zwei übereinanderliegende Fensterausschnitte zum dahinterliegenden Veranstaltungssaal und im obersten Geschoss durch eine Loggia betont, die freien Ausblick nach Süden über die Ludwig-Erhard-Anlage auf den Messeturm eröffnet.
Ein benachbartes Doppelhaus an der Senckenberganlage 9–11, 1914 im Baustil des Neoklassizismus als Professorenvilla errichtet und später zeitweise Sitz des „Instituts für Didaktik der Mathematik“, wird in das Gesamtkonzept integriert, indem sie mit dem Neubau durch einen verglasten, eingeschossigen Baukörper verbunden wird. Der Verbindungsbau dient als Hauptzugang und gemeinsames Foyer.
Im Neubau sind ein bis zu 5,50 Meter hoher Veranstaltungssaal für rund 200 Personen durch Übergreifen des ersten auf das zweite Obergeschoss, ein Ausstellungsraum, Multifunktions- und Seminarräume sowie im Untergeschoss ein Speisesaal vorgesehen. Eine Wendeltreppe führt auf eine große Dachterrasse. Die alte Villa wird saniert und so umgebaut, dass dort ein Café, Besprechungsräume, die Akademieverwaltung und eine kleine Bibliothek Platz finden. Die Tragwerksplanung erstellt das Frankfurter Ingenieurbüro BS Schwarzbart.

## Baukosten
Die Gesamtkosten, in denen auch Sicherheitsmaßnahmen enthalten sind, wurden ursprünglich auf 15,5 Millionen Euro veranschlagt. 2018 waren sie bereits auf 21 Mio. gestiegen, wovon 7 Mio. vom Bund, 3 Mio. vom Land Hessen und 4,5 Mio. von der Stadt Frankfurt am Main übernommen werden sollten. 2021 wurde eine weitere Kostenerhöhung auf inzwischen 34,5 Mio. Euro kommuniziert. 16 Mio. davon trägt die Bundesrepublik Deutschland, 7 Mio. das Land Hessen, die Stadt Frankfurt 5 Mio., den Rest übernimmt der Zentralrat. Ende Februar 2024 belief sich die aktuell geschätzte Gesamtbausumme laut Zentralratspräsident Josef Schuster auf 36 Millionen Euro.